# Agregátor slev
Agregátor slev je vyhledávač slevových nabídek od slevových serverů nebo internetových obchodů. Shromažďuje na svých internetových stránkách zlevněné zboží a služby od poskytovatelů hromadných slev (slevové servery).
Slevy se na slevových agregátorech třídí do tematických kategorií a geografických lokalit (např. pobyty, restaurace, zboží, móda, zábava, wellness, služby atd.).

## Výhody
Zákazník nemusí prohledávat jednotlivé slevové servery, protože je agregátor shromažďuje na jednom místě. Ve výsledku zákazník ušetří mnoho času při vyhledávání zvýhodněné nabídky.

## Nevýhody
Agregátory získávají informace o slevách v časových intervalech - u limitovaných nabídek tak může docházet k tomu, že po prokliku z agregátoru k prodejci již nebude nabídka dostupná i když ji agregátor bude zobrazovat jako aktuální.

## Marketing
Slevové agregátory používají ve většině případů affiliate program a to buď vlastní nebo od jiných poskytovatelů affiliate systémů. Lze vypočítat návratnost investice a díky statistikám má poskytovatel slevových nabídek přehled o dění jeho produktu.

## Slevy v cestovním ruchu
Specifickou oblastí působení agregátorů slev je resort cestovního ruchu. Pro působení cestovních kanceláří jsou totiž zákonem stanoveny specifické podmínky, jejichž úkolem je chránit zákazníka. Zákon pak ještě rozlišuje mezi cestovní kanceláří a cestovní agenturou. Cestovní agentura nemůže sama zájezdy organizovat a působí pouze jako zprostředkovatel.